# Университет на Баня Лука
Университетът в Баня Лука (на сръбски: Универзитет у Бањој Луци) е най-голямото висше училище в Република Сръбска и 2-рият по престиж университет в Босна и Херцеговина.
Университетът е основан през 1975 г. Ректор е професор Станко Станич.
Първоначално се състои от 5 факултета, а понастоящем включва 15 факултета и Академия на изкуствата. ВУЗът разполага с 2 кампуса в близост до река Върбас в центъра на града. В университета учат около 18 000 студенти, работят 1000 преподаватели и 450 административни сътрудници.
В сграда на университета се намира Народната и университетска библиотека на Република Сръбска – най-старата и най-голяма библиотека в страната. От 2012 г. библиотеката си партнира със Сръбската национална библиотека, като се провеждат общи дейности, свързани със запазването на сръбското културно и духовно наследство, както и съвместни проекти с национално и междунардно значение.
От 2006 г. участва в Болонския процес за сближаване и хармонизация на европейското образование. От 2011 г. Университетът в Баня Лука е пълноправен член на Асоциацията на европейските университети. Висшето училище участва в няколко европейски програми като TEMPUS, CEEPUS, програма за развитието на научни изследвания и технологии.
Университетът в Баня Лука си партнира с висши училища от цял свят като Мейджи Университет (Япония), Болонски университет, Киевски политехнически институт, Московски университет по медицина и стоматология, Фрайбургски университет и др. Университетът сътрудничи с няколко български ВУЗ-а, като Великотърновски университет (между 1995 и 2006 г. и от 2008 г.), Технически университет - Габрово, Национална спортна академия, Софийски университет, Пловдивски университет.
Университетът на Баня Лука има партньорства и с други учебни заведения в Република Сръбска като Източносараевски университет, Баня Лука Колеж, Университет по бизнес инженерство и мениджмънт.
Сред завършилите университета са известни политици като босненският държавен глава Младен Иванич, бившите президенти на Република Сръбска Милан Йелич, Драган Чавич и Никола Поплашен, бившият министър-председател на страната Александър Джомбич, Джурджа Адлешич от Либерелната партия на Хърватия.

## Факултети
- Академия на изкуствата
- Факултет по архитектура и гражданско строителство
- Икономически факултет
- Електротехнически факултет
- Факултет по машиностроене
- Медицински факултет
- Селскостопански факултет
- Юридически факултет
- Факултет по математика и естествени науки
- Факултет по добивна промишленост
- Технически факултет
- Факултет по политология
- Факултет по физкултура и спорт
- Философски факултет
- Филологически факултет
- Факултет по горско стопанство